# 杂交苜蓿
杂交苜蓿（学名：Medicago varia）为豆科苜蓿属下的一个种。

## 扩展阅读
- 維基物種上的相關：杂交苜蓿